# ないしょの放課後
『ないしょの放課後』は、2004年9月24日にロールより発売された18禁恋愛アドベンチャーである。2005年7月28日に電脳CLUBよりDVDプレイヤーズゲーム版も発売された。

## 概要
本作の特徴の1つは、内容的に登場人物が若く描かれている点にある。ソフ倫の規定により18歳未満の性描写は描けないため、本作では具体的な年齢の記述は見られない。しかしエッチに興味を持ちはじめる年頃と説明されており、作中のセリフや様子などから、年上のみそのを含めてヒロイン、主人公ともにローティーンを思わせる描写となっている。特に物語の主な舞台となる場は初等教育の機関を匂わせている。
すなわち本作は、もしも心が発達する以前の幼い時期に性に溺れてしまったら、その先には何が待っているのかという、文字通り「神のみぞ知る（Heaven knows.）」テーマを描いている。しかし本作は単なるロリ×ショタものにとどまらず、精神的に大人と子どもの中間に位置する低齢の男の子の生活を再現しており、そんな時期に有りがちな孤立や濡れ衣といった過ちや、心の不安や鬱という暗い面をも描いている。そして最終的にはヒロインを交えた性的な過ちと、それにより自身を省みることで、精神的に大人へ一歩成長していく過程が描かれる。
そうした経緯からか宣伝などでは必ずしも子どもっぽさは強調されておらず、パッケージからも登場人物の幼さが伝わりにくくなっている。そのためそのテーマ性とは裏腹に、純粋無垢な幼いヒロインたちに対する主人公の横暴とも言えるひどい仕打ちやヘタレぶりがしばしば批判の対象となり、ロリものに興味の無い購入者からの評判は低い。

## ストーリー
主人公、真城有哉は、女の子のような顔立ちの少年。両親は仕事で不在がちだが、隣の家にはおじさん夫婦といとこの香坂みそのが住んでいてなにかと面倒を見てくれるので、ひとりで過ごすことに不自由を感じたことはない。クラスメイトで親友の白河なみや、ひとつ年下で自分を慕ってくれるかわいい後輩の橘さくらに囲まれて、おだやかで楽しい学園生活を送っていた。
でも、有哉にはしばらく前から周りには内緒にしている秘密があった。それは、いとこのみそのとエッチな関係を持ってしまっているということ。それまで、「そういうこと」に関心のなかった有哉は年頃が年頃だけにみそのとのエッチを皮切りに「そういうこと」への興味が、どんどん大きくなってしまった。そうして、いままでは「そういう目」で見てこなかった、さくらやなみを、有哉はだんだん異性として意識しはじめるのであった。

## システム
作中では日付や曜日等の表記が無いため経過時間を把握しにくくなっているが、5日間の学校と2日間の休日が交互に訪れている。メインとなるプレー期間は、分岐するヒロインのルートによって1日程度の変動はあるものの、約2週間で構成される。その後のエピローグの時間軸についてはルートによって様々。ストーリーは終盤近くまではほぼ一本道だが、数少ない選択肢によってヒロインのルートとエンディングのグッドバッドが決まる。

## 登場人物

### 主人公
真城有哉（しんじょうゆうや）
女の子のような顔立ちの少年。みそのより教育課程が一つ下で最上級生。みそのの影響で時期尚早にエッチに手を染めてしまった結果、幼い後輩や親友にまで手を出してしまい、相手の気持ちを全く考えずに暴走するようになっていく。結果として自己中心的で意固地、そしてヘタレな主人公に描かれている。しかしそれも歳相応の精神的な未熟さゆえの過ちであり、本当はどこにでもいる普通の男の子のように説明されている。実際、親しい人間が困っていると自分を犠牲にしてでも助けようとする一面を見せるなど、必ずしも悪人ではない。情緒面ではいとこのみそのに依存してしまっているが自覚はあまりない。
人付き合いが得意ではないので交友関係は狭く、友人も限られる。

### ヒロイン
橘さくら（たちばな - ）（声：長崎みなみ）
有哉の一学年下の友達で、妹のような存在の女の子。黒髪で犬耳のように垂れ下がるショートヘア。背が低く幼児体型で本人はその事をけっこう気にしている。おとなしく控えめな性格で、根っからのお人好しである。そのため、クラス委員も引き受けてしまっている。数年前まで飼っていた犬の首輪を今でも思い出として大切にしている。
エッチ関しては上になるのを好むが、有哉の気持ちを自分に繋ぎ止めたい一心で、エスカレートしていく要求にも素直にどんどん応えてしまう。
白河なみ（しらかわ - ）（声：夏川菜々美）
有哉の同級生で、一番の親友の女の子。背は主人公と同じくらいでスマートな体型。若干つり目で、青みがかった銀髪のツインテール。細身で色白だが病弱というわけではなく、運動神経がよくスポーツは万能と健康的。前向きな性格でクラス内でも人気者というムードメーカー的存在。飼育委員を引き受けている。約束は必ず守る性格で、ある事件を機に有哉に身体を預けるようになる。お母さんの作ってくれるジャムは自慢の品。
作中ではさくらとは面識が無く、みそのと会う場面も無い。すなわち有哉にとって彼女のみ独立した愛人のような立場になっている。なおパッケージ絵ではスクール水着を着ているが、作中では水着を着るのは別のヒロインである。
エッチ関しては、おしりがウィークポイントで、有哉のアナル初体験の相手になる。
香坂みその（こうさか - ）（声：床乃多麗花）
有哉の二つ年上の従姉弟で、姉のような存在。緑髪のロングヘア。他の主要キャラとは教育過程の異なる年上（学園中級部の2年生）であり、ヒロインでは唯一制服を着ている。容姿端麗、成績優秀、品行方正の3拍子そろったパーフェクト超人と言われているが、有哉に対してはダダ甘で、有哉を暴走させる原因にもなっている。学校では図書委員をしている。
エッチ関しては、なにかと有哉を誘惑してきて、とてもみだら。有哉をこの道に引きずり込んだ張本人。作中では3人のヒロインいずれも避妊の描写が無いが、最年長のみそのについてはそれが原因と思しきストーリーの転機が訪れる。

### その他
作中の表現からみそのの両親、クラスメート、えりちゃん先生などが場面に絡んでいることが確認できるが、いずれも直接的な台詞やグラフィックは無く、彼らの台詞はナレーション（有哉の心）による状況説明で引用されるのみである。すなわち実質的には上記4人だけでストーリーが進行されている。

## 歴史
- 2004年9月24日 - Windows(PC)版発売(18禁)
- 2005年7月28日 - DVDプレイヤーズゲーム版発売(18禁)

## スタッフ
- シナリオ:田中一郎、秋史恭、綺月鏡水
- 原画:京極しん
- グラフィック:黒兎あきお、森野崇弘
- 音楽:猫野こめっと

### 主題歌
- 主題歌:『Heaven Knows』[3]
  - 歌:真優

## 同名作品
コミックを中心にいくつかの同名作品が知られるが、いずれも本作との明確な関連は無い。ただし本作より前に発表された宇佐美渉の同名作品では、小学校が舞台と思しき点や、登場人物の容姿・性格に一部共通点も見られる。